# Dinastia giulio-claudia
Con dinastia giulio-claudia si indica la famiglia alla quale appartenevano i primi cinque imperatori romani, che governarono l'impero dal 27 a.C. al 68 d.C., quando l'ultimo della linea, Nerone, si suicidò aiutato da un liberto.
La dinastia viene così chiamata dal nomen (il nome di famiglia) di due imperatori: Gaio Giulio Cesare Ottaviano (l'imperatore Augusto), adottato da Giulio Cesare e dunque membro della gens Iulia, il primo imperatore della famiglia e fondatore dell'impero, e Tiberio Claudio Cesare Germanico (Claudio), quarto imperatore e membro della gens Claudia, primo tra i Principi a non essere adottato nella gens Iulia, poiché il suo predecessore, Caligola, aveva estinto la linea adottiva.

## Principi e imperatori (27 a.C.-68 d.C.)

### Augusto (27 a.C.-14 d.C.)

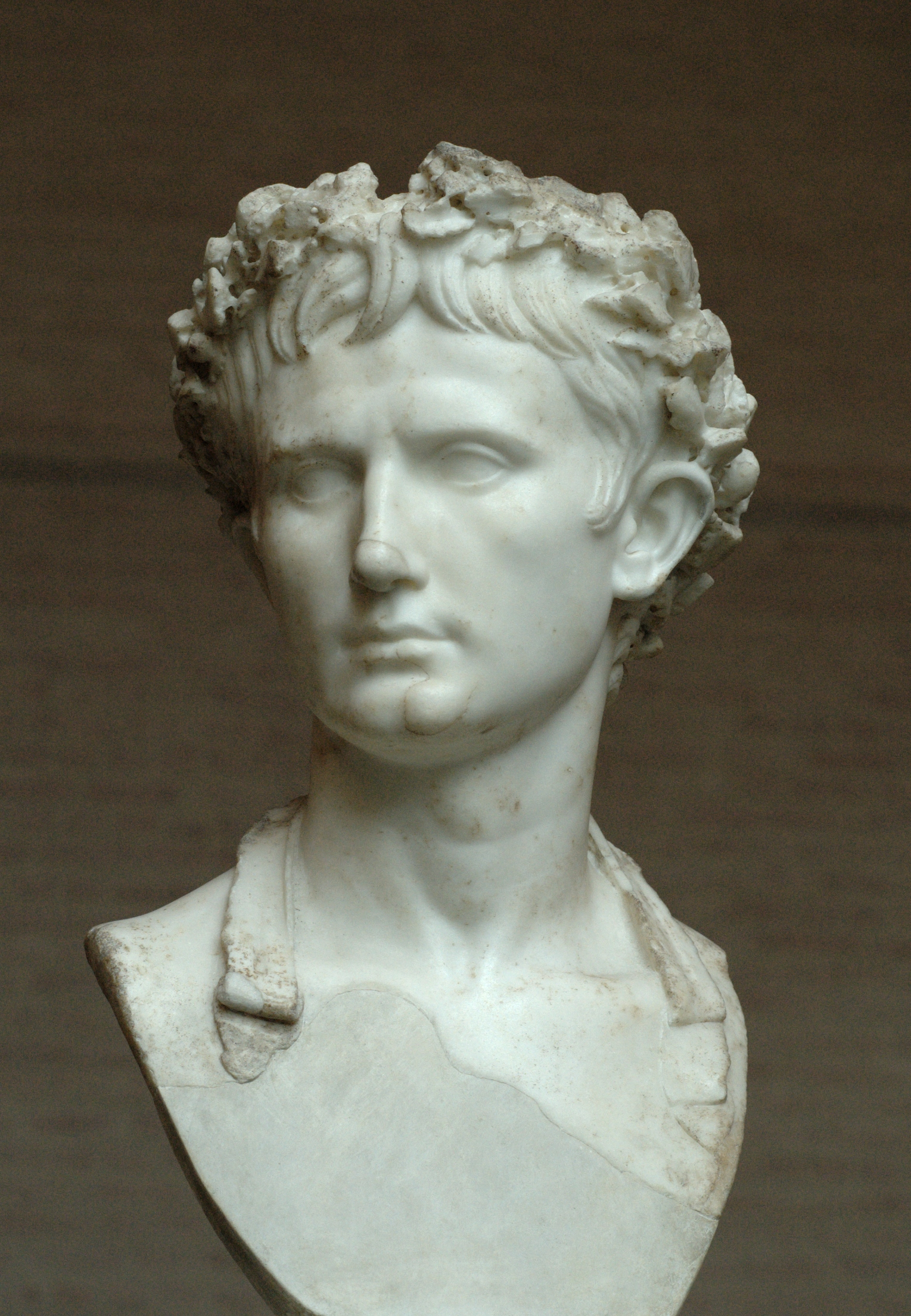
Busto di Augusto con indosso la corona civica

Nato come Gaio Ottavio Turino, fu poi adottato nella gens Iulia e il Senato gli conferì il titolo di Augustus il 16 gennaio 27 a.C.; da quel momento fu quindi noto come Gaio Giulio Cesare Augusto, mentre il suo nome ufficiale diventò Imperator Caesar Divi filius Augustus (nelle epigrafi  IMPERATOR•CAESAR•DIVI•FILIVS•AVGVSTVS). Nel 23 a.C. gli fu riconosciuta la tribunicia potestas e l'Imperium proconsulare a vita, mentre nel 12 a.C. divenne Pontefice Massimo.
Restò al potere sino alla morte, e il suo principato fu il più lungo della Roma imperiale (44 anni dal 30 a.C., 37 anni dal 23 a.C. al 14 d.C.).
L'età di Augusto rappresentò un momento di svolta nella storia di Roma e il definitivo passaggio dal periodo repubblicano al principato. La rivoluzione dal vecchio al nuovo sistema politico contrassegnò anche la sfera economica, militare, amministrativa, giuridica e culturale.
Augusto, negli oltre quarant'anni di principato, introdusse riforme d'importanza cruciale per i successivi tre secoli:
- riformò il cursus honorum di tutte le principali magistrature romane, ricostruendo la nuova classe politica e aristocratica, e formando una nuova classe dinastica;
- riordinò il nuovo sistema amministrativo provinciale anche grazie alla creazione di numerose colonie e municipi che favorirono la romanizzazione dell'intero bacino del Mediterraneo;
- riorganizzò le forze armate di terra (con l'introduzione di milizie specializzate per la difesa e la sicurezza dell'Urbe, come le coorti urbane, i vigiles e la guardia pretoriana) e di mare (con la formazione di nuove flotte in Italia e nelle provincie);
- riformò il sistema di difese dei confini imperiali, acquartierando in modo permanente legioni e auxilia in fortezze e forti lungo l'intero limes;
- fece di Roma una città monumentale con la costruzione di numerosi nuovi edifici, avvalendosi di un collaboratore come Marco Vipsanio Agrippa;
- favorì la rinascita economica e il commercio, grazie alla pacificazione dell'intera area mediterranea, alla costruzione di porti, strade, ponti e ad un piano di conquiste territoriali senza precedenti,[8] che portarono all'erario romano immense e insperate risorse (basti pensare al tesoro tolemaico o al grano egiziano, alle miniere d'oro dei Cantabri o quelle d'argento dell'Illirico);
- promosse una politica sociale più equa verso le classi meno abbienti, con continuative elargizioni di grano e la costruzione di nuove opere di pubblica utilità (come terme, acquedotti e fori);
- diede nuovo impulso alla cultura, grazie anche all'aiuto di Mecenate.
- introdusse una serie di leggi a protezione della famiglia e del mos maiorum chiamate Leges Iuliae e riformò la religione romana scoraggiò in Occidente il culto diretto della sua figura, associandolo al culto per il genio di Augusto (genius Augusti). In Oriente invece lasciò la divinizzazione diretta della sua figura.

| Titolatura imperiale  | Numero di volte      | Datazione evento |
| --------------------- | -------------------- | --- |
| Tribunicia potestas   | 37 anni consecutivi: | dal giugno del 23 a.C. al 19 agosto del 14 d.C. |
| Consolato             | 13 volte:            | nel 43 (il I, a soli vent'anni), 33 (II), 31 (III), 30 (IV, inaugurato in Asia), 29 (V, inaugurato a Samo), 28 (VI), 27 (VII), 26 (VIII, inaugurato a Tarraco), 25 (IX, inaugurato a Tarraco), 24 (X), 23 (XI), 5 e 2 a.C.                                                               |
| Salutatio imperatoria | 21 volte:            | la prima nel 40 a.C., poi nel 36 a.C. (2º), 33 a.C. (3º), 31 a.C. (4º), 30 a.C. (5º), 27 a.C. (6º), 26 a.C. (7º), 21 a.C. (8º), 19 a.C. (9º e 10º), 16 a.C. (11º), 10 a.C. (12º), 8 a.C. (13º), 7 a.C. (14º), 3 a.C. (15º), 2 d.C. (16º), 6 (17º), 8 (18)º, 9 (19)º, 11 (20º), 13 (21º). |
| Altri titoli          | tre:                 | Augustus nel 27 a.C., Pontifex maximus (dopo la morte di Marco Emilio Lepido nel 12 a.C.) e Pater Patriae nel 2 a.C. |

### Tiberio (14-37 d.C.)

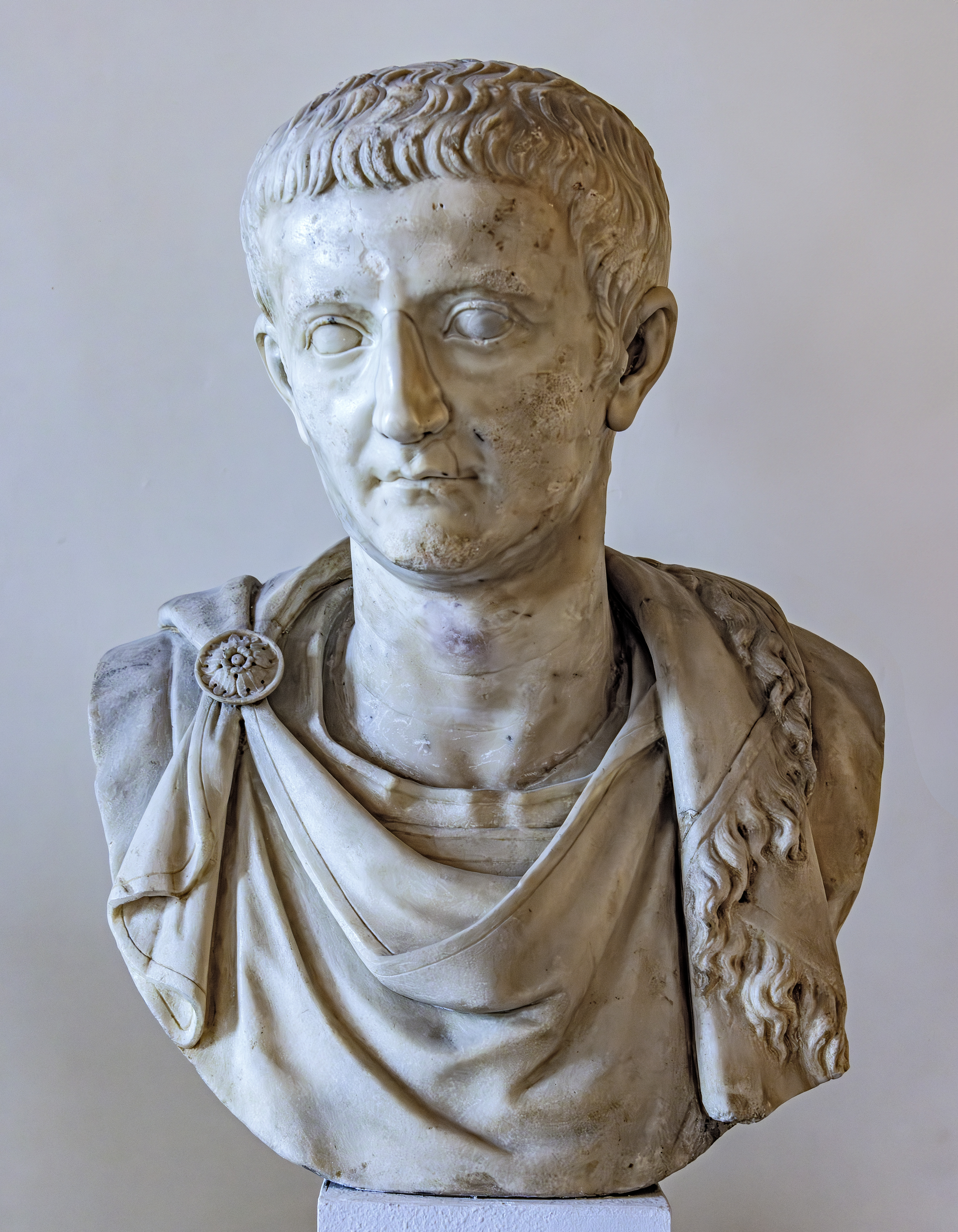
Busto di Tiberio

Discendente della gens Claudia, alla nascita ebbe il nome di Tiberio Claudio Nerone (Tiberius Claudius Nero). Fu adottato da Augusto nel 4, ed il suo nome mutò in Tiberio Giulio Cesare (Tiberius Iulius Caesar); alla morte del padre adottivo, il 19 agosto 14 d.C., ottenne il nome di Tiberio Giulio Cesare Augusto (Tiberius Iulius Caesar Augustus) e poté succedergli ufficialmente nel ruolo di princeps, sebbene già dall'anno 12 fosse stato associato nel governo dell'impero.
In gioventù Tiberio si distinse per il suo talento militare conducendo brillantemente numerose campagne lungo i confini settentrionali dell'Impero e in Illirico. Dopo un periodo di volontario esilio sull'isola di Rodi, rientrò a Roma nel 4 e condusse altre spedizioni in Illirico e in Germania, dove pose rimedio alle conseguenze della battaglia di Teutoburgo. Asceso al trono, operò alcune importanti riforme in ambito economico e politico, e pose fine alla politica di espansione militare, limitandosi a mantenere sicuri i confini grazie anche all'opera del nipote Germanico.
Dopo la morte di quest'ultimo, Tiberio favorì sempre più l'ascesa del prefetto del pretorio Seiano, allontanandosi da Roma per ritirarsi nell'isola di Capri. Quando il prefetto mostrò di volersi impadronire del potere assoluto, Tiberio lo fece destituire e uccidere, ma evitò ugualmente di rientrare nella capitale.
Tiberio fu duramente criticato dagli storici antichi, quali Tacito e Svetonio, ma la sua figura è stata rivalutata dalla storiografia moderna come quella di un politico abile e attento.
| Titolatura imperiale  | Numero di volte | Datazione evento |
| --------------------- | --------------- | --- |
| Tribunicia potestas   | 38 anni:        | la tribunicia potestas per 38 anni: dal 26 giugno del 6 a.C. al 25 giugno dell'1 a.C., e poi dal 26 giugno del 4 d.C. al 37. |
| Consolato             | 5 volte:        | nel 13 a.C., 7 a.C., 18 d.C. (insieme a Germanico), 21 (con il figlio Druso) e 31 (con Seiano);                              |
| Salutatio imperatoria | 8 volte:        | nel 9 a.C. la prima, poi nell'8 a.C., 6 d.C., 8, 9, 11, 13, e 16;                                                            |
| Altri titoli          |                 | Pontifex Maximus nel marzo del 15, ma rifiutando per ben due volte quello di Pater Patriae.                                  |

### Caligola (37-41 d.C.)

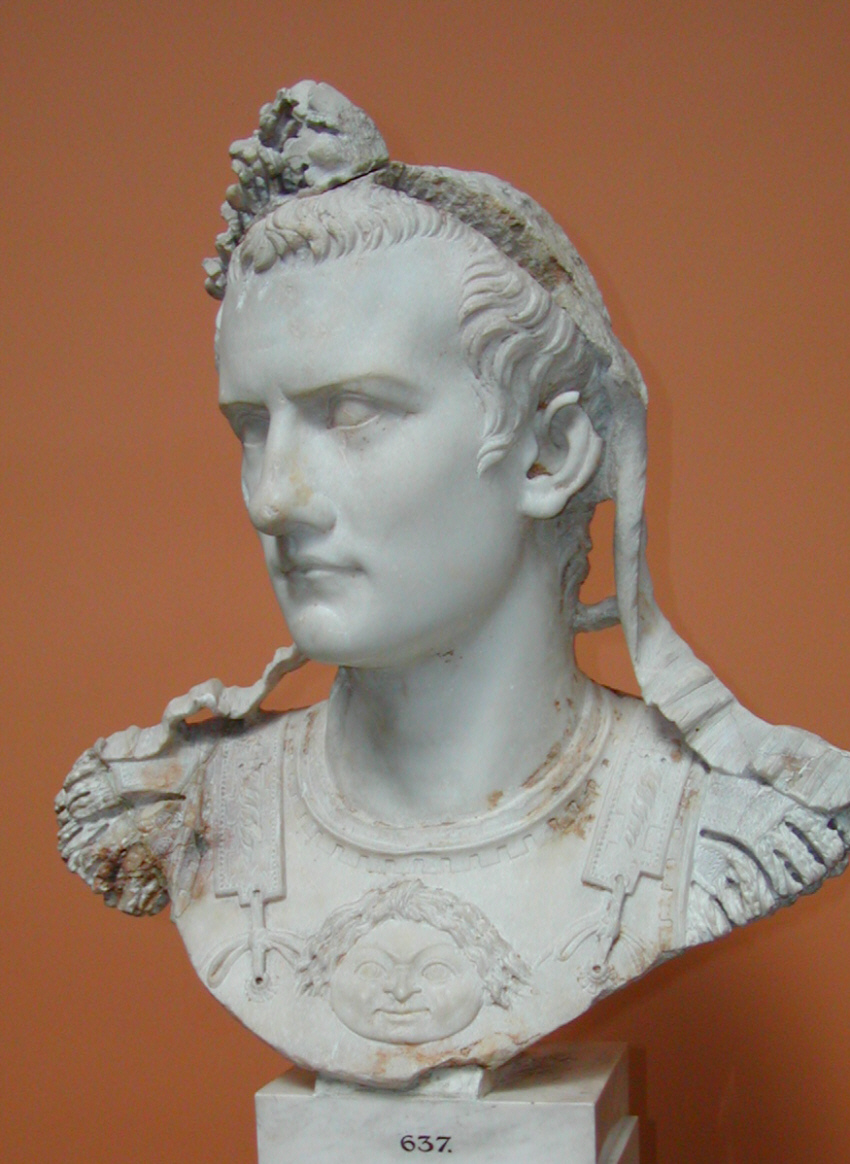
Busto di Gaio Cesare Germanico detto Caligola.

Il terzo imperatore di questa dinastia fu Caligola, che le fonti storiche pervenute hanno reso noto per la sua stravaganza, eccentricità e depravazione, tramandandone un'immagine di despota. L'esiguità delle fonti fa comunque di Caligola il meno conosciuto di tutti gli imperatori della dinastia.
Al momento della morte di Tiberio, molti dei personaggi che avrebbero potuto succedergli erano stati brutalmente uccisi. Il successore più logico (scelto anche da Tiberio) era Gaio (meglio conosciuto col nome di Caligola, per la sua abitudine di portare particolari sandali chiamati caligae), suo pronipote e figlio di Germanico. Caligola iniziò il regno ponendo fine alle persecuzioni e bruciando gli archivi dello zio. Sfortunatamente, però, cadde presto malato: gli storici successivi, probabilmente alterando in parte la verità, riportano una serie di suoi atti insensati che avrebbero avuto luogo a partire dalla fine del 37. Pare, ad esempio, che avesse ordinato ai suoi soldati di invadere la Britannia, ma che avesse cambiato parere all'ultimo minuto, mandandoli invece a raccogliere conchiglie sulla riva del mare. Venne inoltre accusato di intrattenere rapporti incestuosi con le proprie sorelle.
Celebre è anche la sua presunta decisione di nominare senatore il suo cavallo Incitatus, per esprimere disprezzo nei confronti dell'istituzione. Il suo ordine di erigere nel tempio di Gerusalemme una statua che lo raffigurasse, sebbene fosse di normale amministrazione nelle province orientali (in cui il culto riservato al sovrano aveva funzione di collante istituzionale), scatenò l'opposizione degli Ebrei. Nel 41, Caligola cadde vittima di una congiura, assassinato dal comandante dei pretoriani Cassio Cherea. L'unico membro rimasto della famiglia imperiale era un altro nipote di Tiberio: Tiberio Claudio Druso Nerone Germanico, meglio noto come Claudio.
| Titolatura imperiale  | Numero di volte | Datazione evento                                                                                        |
| --------------------- | --------------- | --- |
| Tribunicia potestas   | 4 anni          | la prima volta (I) al momento dell'assunzione al trono nel 37 e poi rinnovatagli ogni anno, fino al 41. |
| Consolato             | 4 volte         | nel 37, 39, 40 e 41.                                                                                    |
| Salutatio imperatoria | 1 sola volta    | al momento della assunzione del potere imperiale, nel 37.                                               |
| Altri titoli          |                 | Pater Patriae e Pontifex Maximus nel 37.                                                                |

### Claudio (41-54 d.C.)

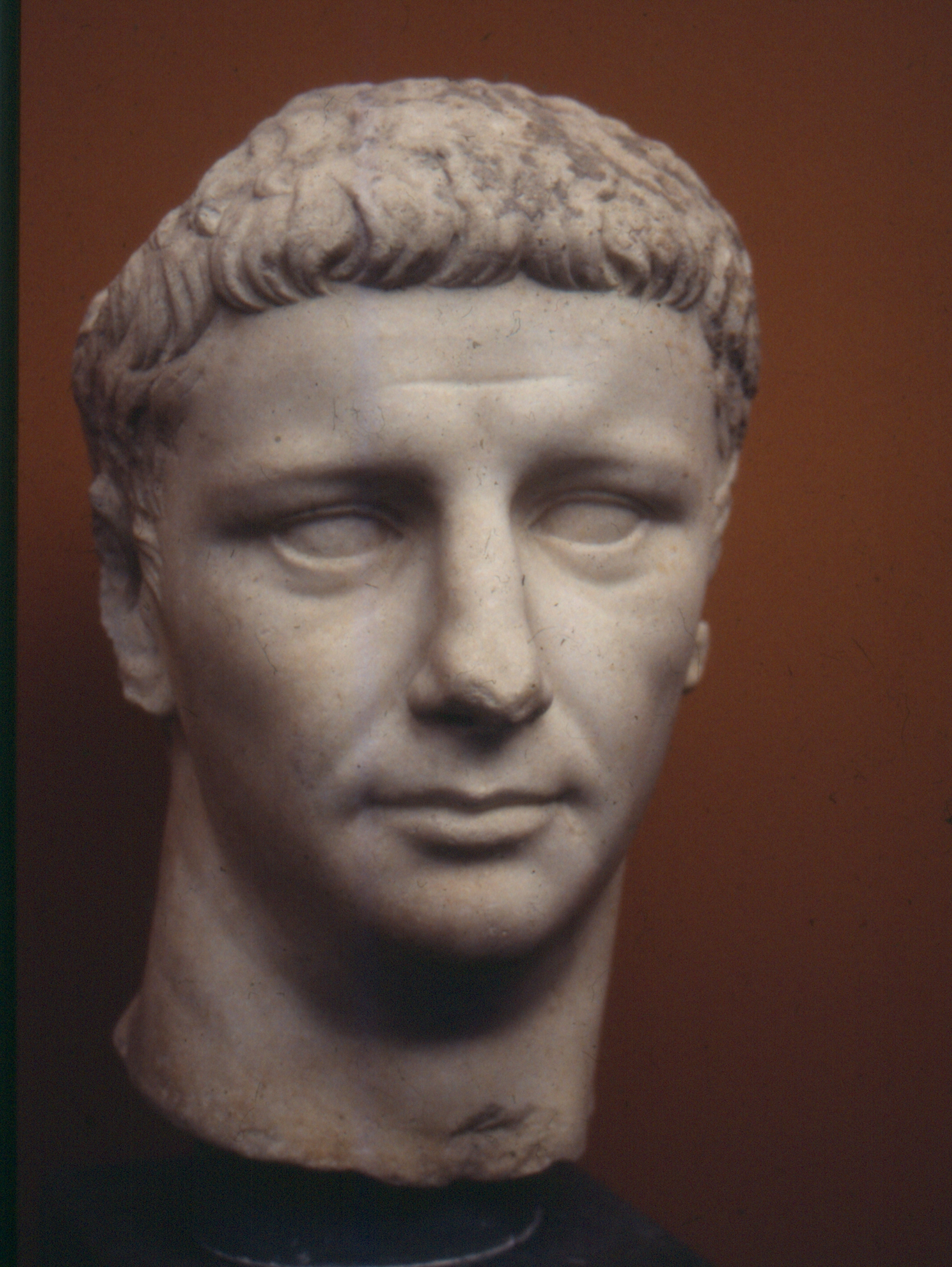
Busto dell'imperatore Claudio.

Nato col nome di Tiberio Claudio Druso e figlio di Druso maggiore e Antonia minore, era considerato dai suoi contemporanei come un candidato improbabile al ruolo di imperatore, soprattutto in considerazione di una qualche infermità da cui era affetto, tanto che la sua famiglia lo tenne lontano dalla vita pubblica fino all'età di quarantasette anni, quando tenne il consolato assieme al nipote Caligola.
Fu probabilmente questa infermità e la scarsa considerazione politica di cui godeva che gli permisero di sopravvivere alle purghe che colpirono molti esponenti della nobiltà romana durante i regni di Tiberio e Caligola: alla morte di quest'ultimo, Claudio divenne imperatore proprio in quanto unico maschio adulto della dinastia giulio-claudia.
Malgrado la mancanza di esperienza politica, Tiberio Claudio Cesare Augusto Germanico, questo il nome adottato dopo l'acclamazione ad imperatore, dimostrò notevoli qualità: fu un abile amministratore, un grande patrono dell'edilizia pubblica, espansionista in politica estera (sotto il suo comando si ebbe la conquista della Britannia) e un instancabile legislatore, che presiedeva personalmente i tribunali e che giunse a promulgare venti editti in un giorno. Tuttavia, la sua posizione era resa poco sicura dall'opposizione della nobiltà, cosa che condusse Claudio a mettere a morte molti senatori. Claudio dovette anche sopportare molte disgrazie nella vita privata: una di queste potrebbe essere stata all'origine del suo assassinio.
La fama di Claudio presso gli storici antichi non fu certo positiva, al contrario tra i moderni molte delle sue opere furono rivalutate.
| Titolatura imperiale  | Numero di volte      | Datazione evento |
| --------------------- | -------------------- | --- |
| Tribunicia potestas   | 14 anni consecutivi: | la prima volta (I) nel gennaio del 41 e poi rinnovatagli ogni anno, fino alla morte nel 54. |
| Consolato             | 5 volte:             | nel 37, 42, 43, 47 e 51; |
| Salutatio imperatoria | 27 volte:            | la prima acclamazione al momento dell'assunzione del potere imperiale nel 41, la 2º e 3º sempre nel 41; la 4º nel 43; la 5º nel 43; la 6º e 7º tra la fine del 43 e gli inizi del 44; l'8º nel 44; la 9º e 10º forse nel 45; la 11º nel 46; la 12º e 13º tra la fine del 46 e l'inizio del 47; la 14º nel 47; la 15º nel 47; la 16º nel 49; la 17º, 18º, 19º e 20º tra la fine del 49 e l'inizio del 50; la 21º nel 50; la 22º nel 51; la 23º, 24º, 25º e 26º tra la fine del 51 e l'inizio del 52; la 27º nel 52. |
| Altri titoli          |                      | Pater Patriae nel 42 e Pontifex Maximus nel 41. |

### Nerone (54-68 d.C.)

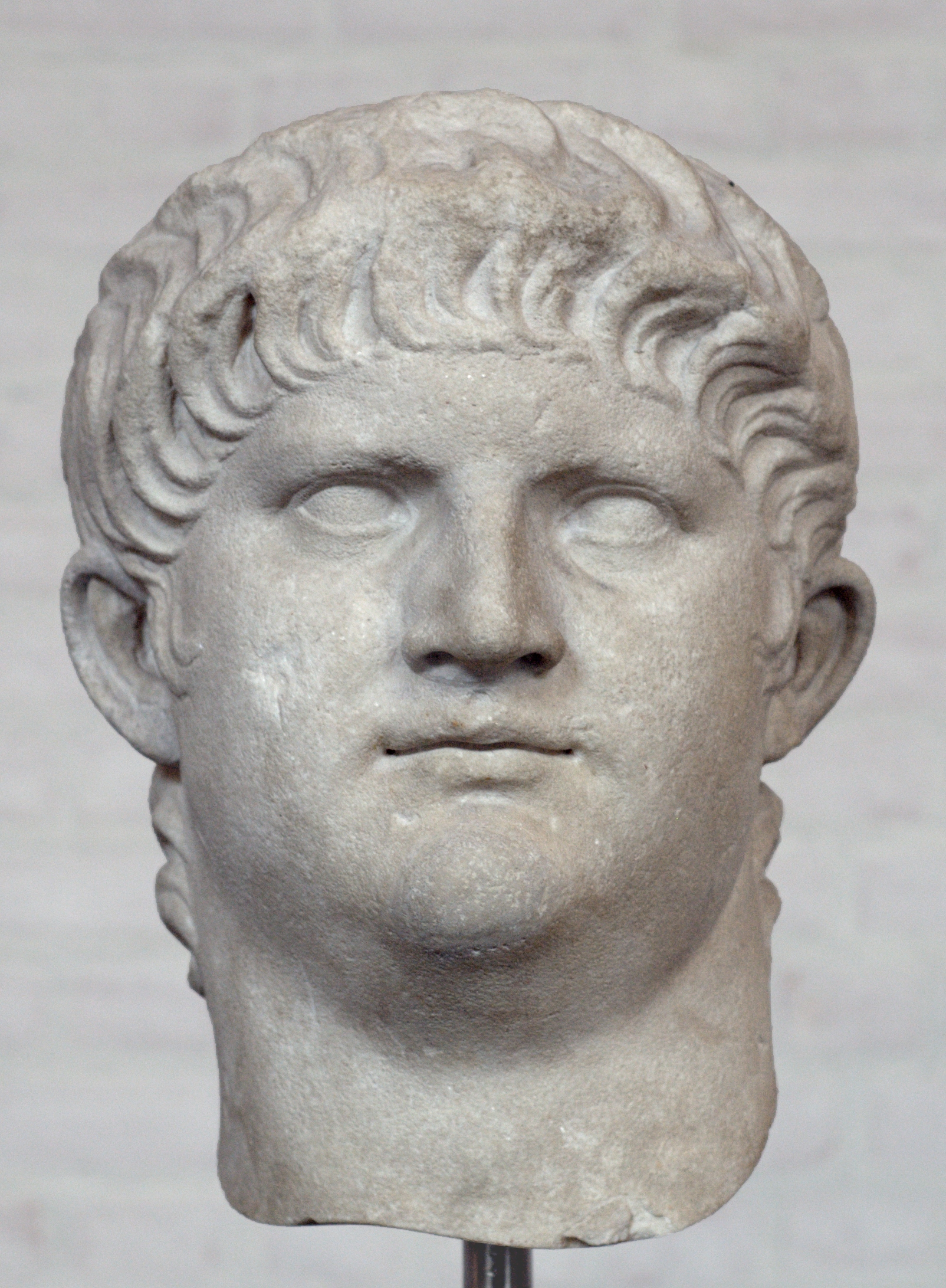
Testa dell'imperatore Nerone

Ultimo di questa importante dinastia fu Nerone. Nato con il nome di Lucio Domizio Enobarbo, fu il quinto ed ultimo imperatore della dinastia Giulio-Claudia il quale, succedendo a suo padre adottivo Claudio nell'anno 54, governò per quattordici anni fino al suicidio avvenuto all'età di trent'anni.
Per la sua politica favorevole al popolo fu inviso alla classe aristocratica, motivo per cui ne fu tramandata un'immagine di tiranno, parzialmente rivista dalla maggioranza degli storici moderni, i quali ritengono che non fosse né pazzo - come lo descrissero alcune fonti - né particolarmente crudele, ma che i suoi comportamenti fossero simili a quelli di altri imperatori non ugualmente giudicati, anche se il suo comportamento ebbe certamente qualche eccesso e stravaganza; inoltre fu accusato del grande incendio di Roma, fatto da cui gli studiosi moderni tendono a discolparlo.
Inizialmente, Nerone lasciò il governo di Roma a sua madre, al prefetto dei pretori Afranio Burro, Seneca e Petronio. Tuttavia, divenendo adulto, il suo desiderio di potere aumentò: fece giustiziare la madre ed i tutori. Durante il suo regno ci fu una serie di rivolte e ribellioni in tutto l'Impero: in Britannia, Armenia, Partia e Giudea. L'incapacità di Nerone di gestire le ribellioni e la sua sostanziale incompetenza divennero rapidamente evidenti fino a che nel 68, quando perfino la guardia Imperiale lo abbandonò, Nerone si suicidò. L'anno 69 (noto come l'anno dei quattro Imperatori) fu un anno di guerra civile, con gli imperatori Galba, Otone, Vitellio e Vespasiano al trono in rapida successione. Alla fine dell'anno, Vespasiano riuscì a consolidare il suo potere come Imperatore di Roma.
| Titolatura imperiale  | Numero di volte | Datazione evento |
| --------------------- | --------------- | --- |
| Tribunicia potestas   | 14 anni:        | la prima volta (I) il 4 dicembre del 54 e poi rinnovatagli ogni anno, il 13 ottobre.                                                                                                   |
| Consolato             | 5 volte:        | nel 55, 57, 58, 60 e 68. |
| Salutatio imperatoria | 13 volte:       | I (al momento della assunzione del potere imperiale) nel 54, (II) nel 56, (III-IV) nel 57, (V-VI) nel 58, (VII) nel 59, (VIII-IX) nel 61, (X) nel 64, (XI) nel 66 e (XII-XIII) nel 67. |
| Altri titoli          |                 | Pater Patriae e Pontifex Maximus nel 55. |